# Stazione di Shimizu-kōen
La stazione di Shimizu-kōen (清水公園駅?, Shimizu-kōen-eki) è una stazione ferroviaria situata nella città giapponese di Noda della prefettura di Chiba, ed è servita dalla linea Tōbu Noda (Tōbu Urban Park Line) delle Ferrovie Tōbu.

## Linee
Ferrovie Tōbu
● Linea Tōbu Noda

## Struttura
La stazione è realizzata in superficie, con un marciapiede a isola e uno laterale, con due binari passanti. Il fabbricato viaggiatori, è collegato ai marciapiedi tramite un sottopassaggio, ma al 2016 sono in corso i lavori per realizzare la stazione su viadotto.
| 1 | ● Linea Tōbu Noda | per Kasukabe, Iwatsuki e Ōmiya                           |
| 2 | ● Linea Tōbu Noda | per Nodashi, Kashiwa, Mutsumi, Shin-Kamagaya e Funabashi |

## Stazioni adiacenti
| «          | Servizio   | »          |
| Linea Noda | Linea Noda | Linea Noda |
| ---------- | ---------- | ---------- |
| Nanakōdai  | Locale     | Atago      |